# 1876 in Zwitserland
Dit artikel beschrijft het verloop van 1876 in Zwitserland.

## Ambtsbekleders
De Bondsraad was in 1876 samengesteld als volgt:
| Naam | Naam                 | Partij    | Kanton    | Functie                                                                            |
| ---- | -------------------- | --------- | --------- | ---------------------------------------------------------------------------------- |
|      | Emil Welti           | radicalen | Aargau    | Bondspresident in 1876; hoofd van het Departement van Politieke Zaken              |
|      | Joachim Heer         | radicalen | Glarus    | Vicebondspresident in 1876; hoofd van het Departement van Posterijen en Telegrafie |
|      | Bernhard Hammer      | radicalen | Solothurn | Hoofd van het Departement van Financiën en Douane                                  |
|      | Karl Schenk          | radicalen | Bern      | Hoofd van het Departement van Spoorwegen en Handel                                 |
|      | Johann Jakob Scherer | radicalen | Zürich    | Hoofd van het Departement van Militaire Zaken                                      |
|      | Numa Droz            | radicalen | Neuchâtel | Hoofd van het Departement van Binnenlandse Zaken                                   |
|      | Fridolin Anderwert   | radicalen | Thurgau   | Hoofd van het Departement van Justitie en Politie                                  |

De Bondsvergadering werd voorgezeten door:
| Naam | Naam                | Partij               | Kanton          | Functie                                                     |
| ---- | ------------------- | -------------------- | --------------- | ----------------------------------------------------------- |
|      | Emil Frey           | radicalen            | Bazel-Landschap | Voorzitter van de Nationale Raad (tot 25 maart 1876)        |
|      | Arnold Otto Aepli   | gematigde liberalen  | Sankt Gallen    | Voorzitter van de Nationale Raad (vanaf 5 juni 1876)        |
|      | Johann Jakob Sulzer | Democratische Partij | Zürich          | Voorzitter van de Kantonsraad (van 6 maart tot 5 juni 1876) |
|      | Paul Nagel          | gematigde liberalen  | Thurgau         | Voorzitter van de Kantonsraad (vanaf 5 juni 1876)           |

## Gebeurtenissen

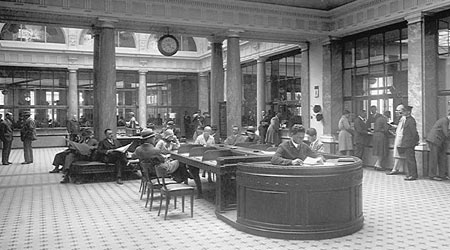
Lokettenzaal van de Schweizerische Kreditanstalt aan de Paradeplatz in Zürich, 1876.

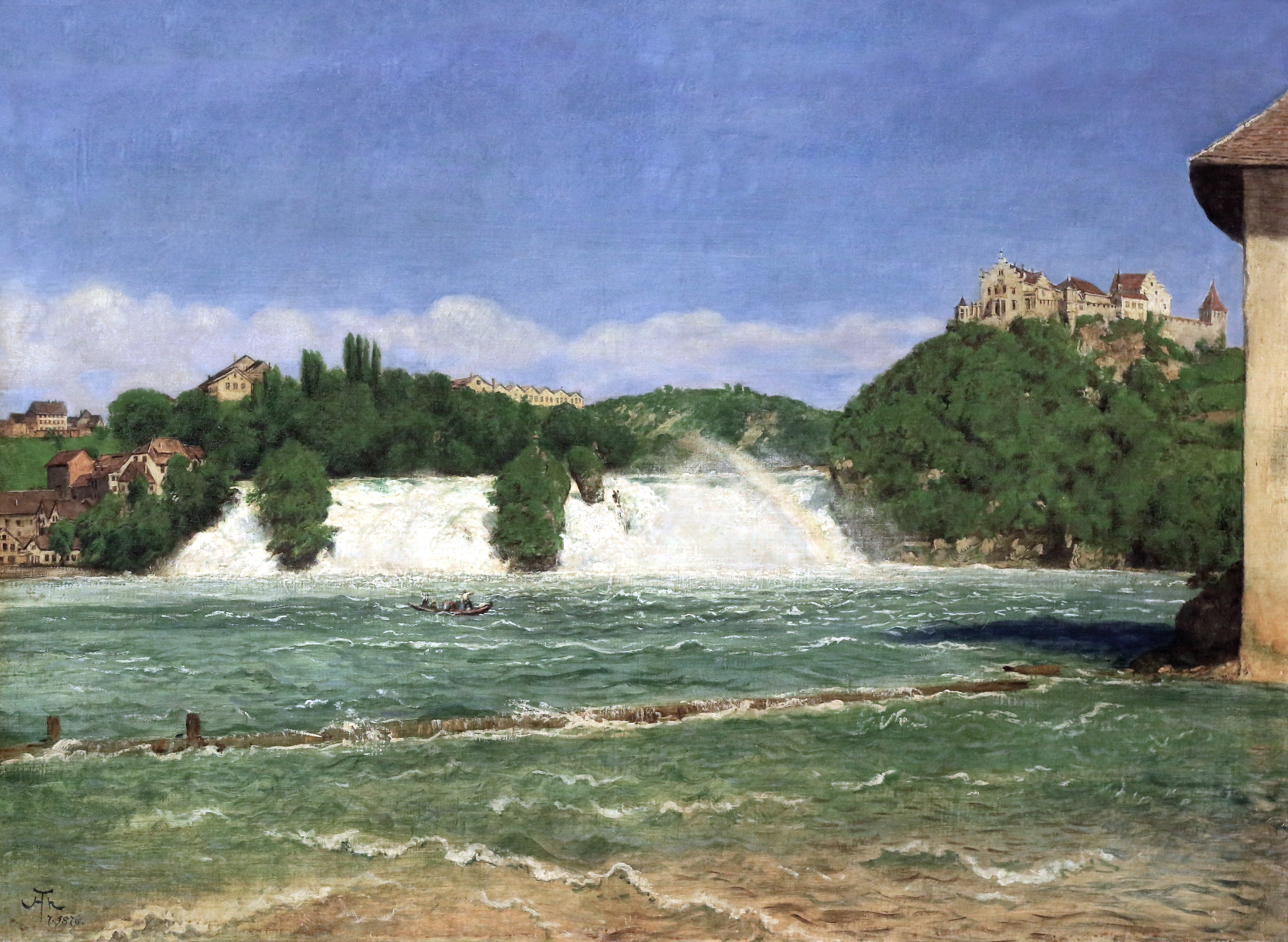
Rheinfall bei Schaffhausen, schilderij van Hans Thoma uit 1876.

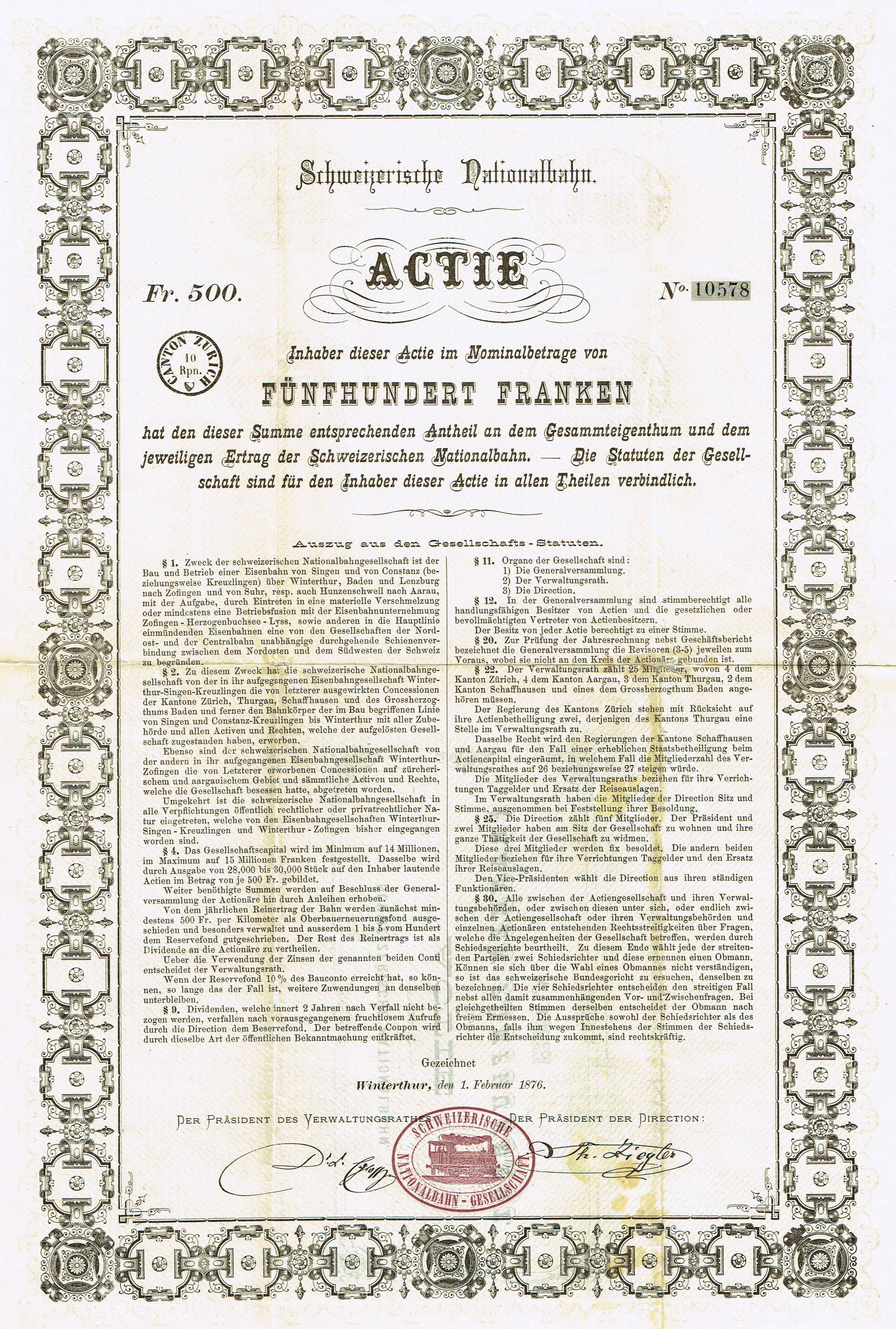
Aandeel van de Schweizerische Nationalbahn uit 1876.

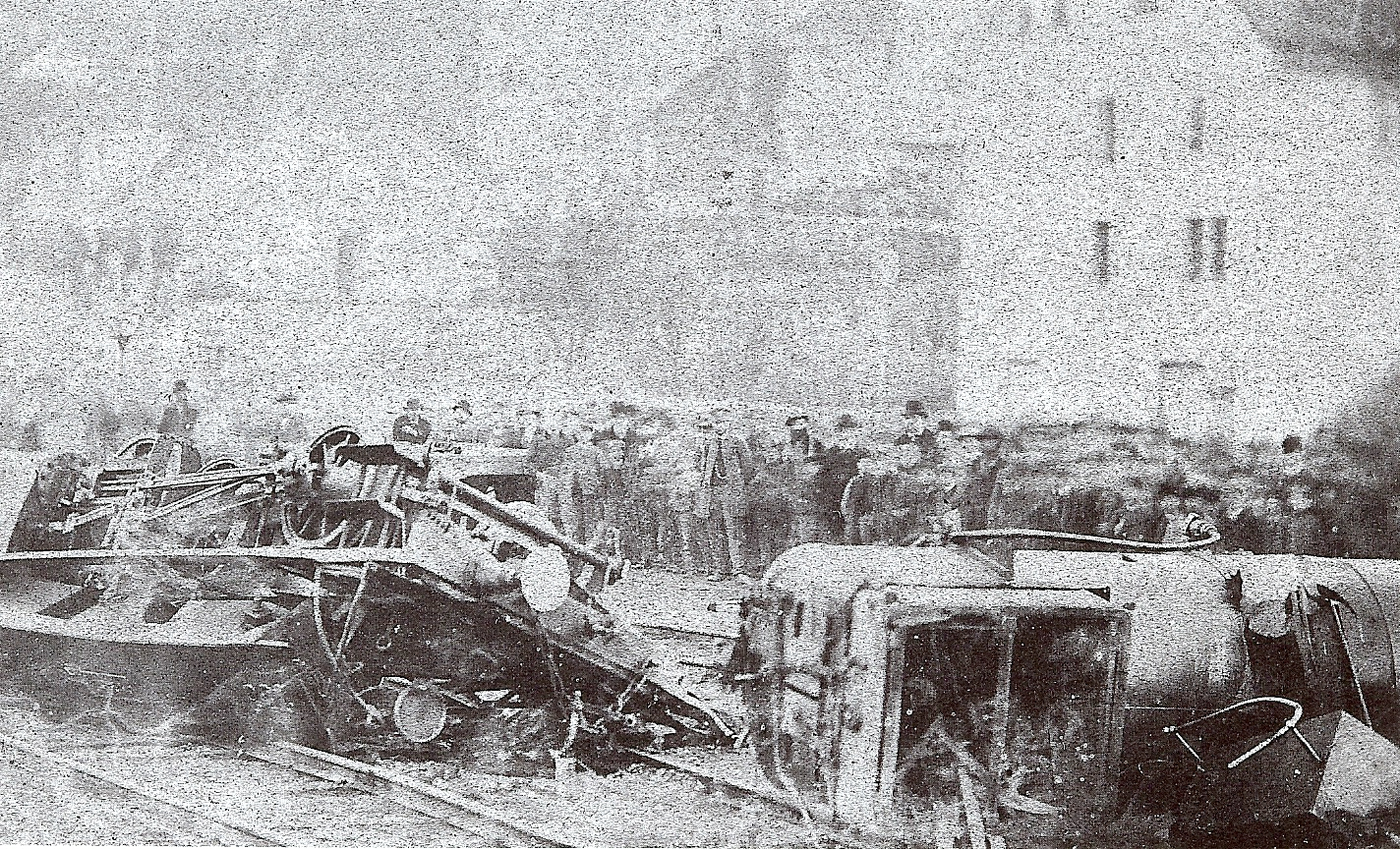
De ravage van de spoorwegramp bij Wädenswil op 30 november 1876.

### Januari
- 1 januari: Vier nieuwe Bondsraadsleden treden aan. Het gaat om Fridolin Anderwert, Joachim Heer, Bernhard Hammer en Numa Droz. Voor het eerst sinds 1848 wordt de meerderheid van de Bondsraad, die zeven leden telt, tegelijk vernieuwd. De overige Bondsraadsleden zijn Emil Welti, die bondspresident is in 1876, Karl Schenk en Johann Jakob Scherer.
- 1 januari: De federale wet die het burgerlijk huwelijk invoert, treedt in werking.

### Februari
- 1 februari: Inhuldiging van de spoorlijn tussen Sulgen (kanton Thurgau) en Gossau (kanton Sankt Gallen).
- 8 februari: In Rheinfelden (kanton Aargau) ziet het biermerk Feldschlösschen het levenslicht.
- 14 februari: De wet op de jacht en de vogelbescherming treedt in werking.

### Maart
- 1 maart: Inwerkingtreding van de wet op de visvangst.
- 6 maart: In Wolhusen (kanton Luzern) verwoest een brand 20 woningen. 181 mensen worden dakloos.

### April
- 23 april: In het eerste referendum van het jaar verwerpt de bevolking met 120.068 stemmen (38,3 %) tegen 193.253 (61,7 %) de federale wet op de uitgifte en omwisseling van bankbiljetten.

### Mei
- 14 mei: Oprichting van de Chambre suisse de l’horlogerie.

### Juni
- 22 juni: Start van de feestelijkheden omtrent de 400e verjaardag van de Slag bij Murten (22 juni 1476), waarbij de Confederatie van de VIII kantons de Bourgondische hertog Karel de Stoute wist te verslaan.

### Juli
- 7 juli: Bij de treinramp bij Palézieux (Palézieux, kanton Vaud) botsen twee treinen op elkaar. Er vallen vier doden en drie gewonden.
- 9 juli: Bij het tweede referendum van het jaar verwerpt de bevolking met 184.894 stemmen (54,2 %) tegen 156.157 (45,8 %) de federale wet omtrent de belasting op de militievrijstelling.
- 20 juli: Een brand legt het dorp Albeuve (kanton Fribourg) in de as.

### Augustus
- 1 augustus: Inhuldiging van de spoorlijn tussen Winterthur en Glattfelden (kanton Zürich).

### September
- 1 september: Het blad Le Genevois verschijnt voor het eerst.
- 1 september: Inwerkingtreding van de federale wet op de postbelasting.
- 4 september: De Italiaanse eerste minister Agostino Depretis bezoekt de werf van de Gotthardtunnel.

### Oktober
- 14 oktober: Er treedt een wet in werking die alle militairen van klassen van voor 1855 vrijstelt van de dienstplicht.
- 26 oktober: Aan de Universiteit van Genève opent de faculteit geneeskunde haar deuren.

### November
- 30 november: Bij een testrit met locomotief 253 van de Wädenswil-Einsiedeln-Bahn, waarmee men het Welti-versnellingssysteem wilde uittesten, begeven de remmen het en slaat de locomotief los op een afdaling. Nabij het station van Wädenswil (kanton Zürich) haalt de losgeslagen locomotief een snelheid van 120 km/h. Er vallen twee doden en meerdere gewonden.

### December
- 4 december: Inhuldiging van de spoorlijn tussen Olten (kanton Solothurn) en Busswil bei Büren (kanton Bern).

## Geboren
- 23 januari: Frieda Albiez, Duits-Zwitsers maatschappelijk werkster (overl. 1922)
- 24 januari: Theodor Tobler, chocolatier (overl. 1941)
- 28 januari: Albert Froelich, architect (overl. 1953)
- 31 januari: Henry Baudin, architect (overl. 1929)
- 18 februari: Emil Furrer, politicus (overl. 1956)
- 27 februari: Jean Violette, schrijver (overl. 1964)
- 4 maart: Jakob Buchli, locomotiefconstructeur (overl. 1945)
- 5 maart: Jean Roux, zoöloog (overl. 1939)
- 9 maart: Leo Weber, pedagoog (overl. 1969)
- 24 april: Beatrice Rohner, vluchtelingenhelpster (overl. 1947)
- 28 april: Hermann Seiler, politicus en ondernemer (overl. 1961)
- 11 mei: Paul-Louis Mercanton, glacioloog en meteoroloog (overl. 1963)
- 12 juni: Henry Spiess, dichter (overl. 1940)
- 28 juni: Alfred Marxer, kunstschilder (overl. 1945)
- 6 juli: Romain Chatton, politicus (overl. 1941)
- 28 juli: Jean Briner, politicus (overl. 1967)
- 11 augustus: Otto Huber, politicus (overl. 1951)
- 19 augustus: Fritz von Niederhäusern, architect (overl. 1955)
- 12 september: Frieda Gallati, historica (overl. 1955)
- 16 oktober: Adolf Welti, arts en politicus (overl. 1951)
- 27 oktober: Leon Bollag, kunstschilder (overl. 1958)
- 13 november: Gustav Hegi, botanicus (overl. 1932)
- 19 november: Rudolf Schmutz, politicus (overl. 1963)
- 9 december: Ernst Hafter, jurist, rechter en hoogleraar (overl. 1949)
- 28 december: René Francillon, kunstschilder (overl. 1973)
- 31 december: Alfred Leonz Gassmann, musicus en componist (overl. 1962)

## Overleden
- 2 januari: Meta Heusser-Schweizer, schrijfster (geb. 1797)
- 7 januari: Juste Olivier, schrijver, dichter en journalist (geb. 1807)
- 10 januari: Johann Jakob Rüttimann, hoogleraar, rechter en politicus (geb. 1813)
- 28 januari: Frédéric Lambelet, politicus en handelaar (geb. 1817)
- 10 februari: Édouard Cherix, politicus (geb. 1809)
- 20 februari: Ulysse Nardin, horlogemaker (geb. 1823)
- 21 februari: Jean-Daniel Blavignac, architect (geb. 1817)
- 24 februari: Martha Cunz, kunstenares (overl. 1961)
- 7 maart: Katharina Morel, onderneemster en hotelierster (geb. 1790)[5]
- 11 maart: Karl Eduard Süffert, kunstschilder (geb. 1818)
- 11 april: Gottlieb Bion, kunstschilder (geb. 1804)
- 30 mei: Adrien Constant de Rebecque, rechter, politicus en fotograaf (geb. 1806)
- 3 juni: Frédéric-François d'Andiran, Frans-Zwitsers kunstschilder (geb. 1802)
- 13 juni: August Gysin, politicus (geb. 1816)
- 20 juni: Johann Ludwig Anderwert, politicus (geb. 1802)
- 25 juni: Hans Jakob Albrecht, politicus (geb. 1825)
- 1 juli: Michail Bakoenin, in Zwitserland verblijvend Russische anarchistische denker en organisator (geb. 1814)
- 10 juli: Théodore Perroud, politicus (geb. 1831)
- 28 juli: Charles Coindet, arts (geb. 1796)
- 9 september: Johann Althaus, landbouwer (geb. 1798)
- 26 september: Johann Ulrich Lehmann, politicus en ondernemer (geb. 1817)
- 8 november: Louis Grandpierre, politicus (geb. 1806)
- 12 november: Jean-Louis Demiéville, politicus (geb. 1809)
- 23 november: François Romain Werro, politicus (geb. 1796)

1848
· 1849
· 1850
· 1851
· 1852
· 1853
· 1854
· 1855
· 1856
· 1857
· 1858
· 1859
· 1860
· 1861
· 1862
· 1863
· 1864
· 1865
· 1866
· 1867
· 1868
· 1869
· 1870
· 1871
· 1872
· 1873
· 1874
· 1875
· 1876
· 1877
· 1878
· 1879
· 1880
· 1881
· 1882
· 1883
· 1884
· 1885
· 1886
· 1887
· 1888
· 1889
· 1890
· 1891
· 1892
· 1893
· 1894
· 1895
· 1896
· 1897
· 1898
· 1899
· 1900
· 1901
· 1902
· 1903
· 1904
· 1905
· 1906
· 1907
· 1908
· 1909
· 1910
· 1911
· 1912
· 1913
· 1914
· 1915
· 1916
· 1917
· 1918
· 1919
· 1920
· 1921
· 1922
· 1923
· 1924
· 1925
· 1926
· 1927
· 1928
· 1929
· 1930
· 1931
· 1932
· 1933
· 1934
· 1935
· 1936
· 1937
· 1938
· 1939
· 1940
· 1941
· 1942
· 1943
· 1944
· 1945
· 1946
· 1947
· 1948
· 1949
· 1950
· 1951
· 1952
· 1953
· 1954
· 1955
· 1956
· 1957
· 1958
· 1959
· 1960
· 1961
· 1962
· 1963
· 1964
· 1965
· 1966
· 1967
· 1968
· 1969
· 1970
· 1971
· 1972
· 1973
· 1974
· 1975
· 1976
· 1977
· 1978
· 1979
· 1980
· 1981
· 1982
· 1983
· 1984
· 1985
· 1986
· 1987
· 1988
· 1989
· 1990
· 1991
· 1992
· 1993
· 1994
· 1995
· 1996
· 1997
· 1998
· 1999
· 2000
· 2001
· 2002
· 2003
· 2004
· 2005
· 2006
· 2007
· 2008
· 2009
· 2010
· 2011
· 2012
· 2013
· 2014
· 2015
· 2016
· 2017
· 2018
· 2019
· 2020
· 2021
· 2022
· 2023